# Plastika Paavo Nurmi
Plastika Paavo Nurmi, je bronzová plastika před Helsinským olympijským stadionem, ve čtvrti Taka-Töölö v Jižním hlavním obvodu města Helsinky v provincii Uusimaa v jižním Finsku.

## Další informace
Plastiku Paavo Nurmi vytvořil finský sochař Wäinö Aaltonen (1894-1966) a ztvárňuje nejslavnějšího finského běžce a několikanásobného olympijského vítěze Paavo Nurmi (1897– 1973). Dílo, které je vytvořeno z bronzu a žuloveho soklu, představuje akt běžícího atleta a jeho charakteristický styl běhu. Socha je symbolem finského sportu, symbolem Finska a jeho nezávislosti. Socha vznikla v roce 1925 a kromě originálu vznikly ještě další čtyři odlitky. Kopie sochy se také nachází ve švýcarském Lausanne v Parc Olympique, finském Turku a kopie z roku 1952 se nachází před Helsinským olympijským stadionem. Paavo Nurmi pózoval jako Aaltonenův model při vzniku díla. Nahota je spojena s obdivem k antickému umění.

## Poznámka
Socha Emila Zátopka, který také patří mezi nejslavnější běžce lidské historie, se podobá plastice Paavo Nurmi.

## Galerie

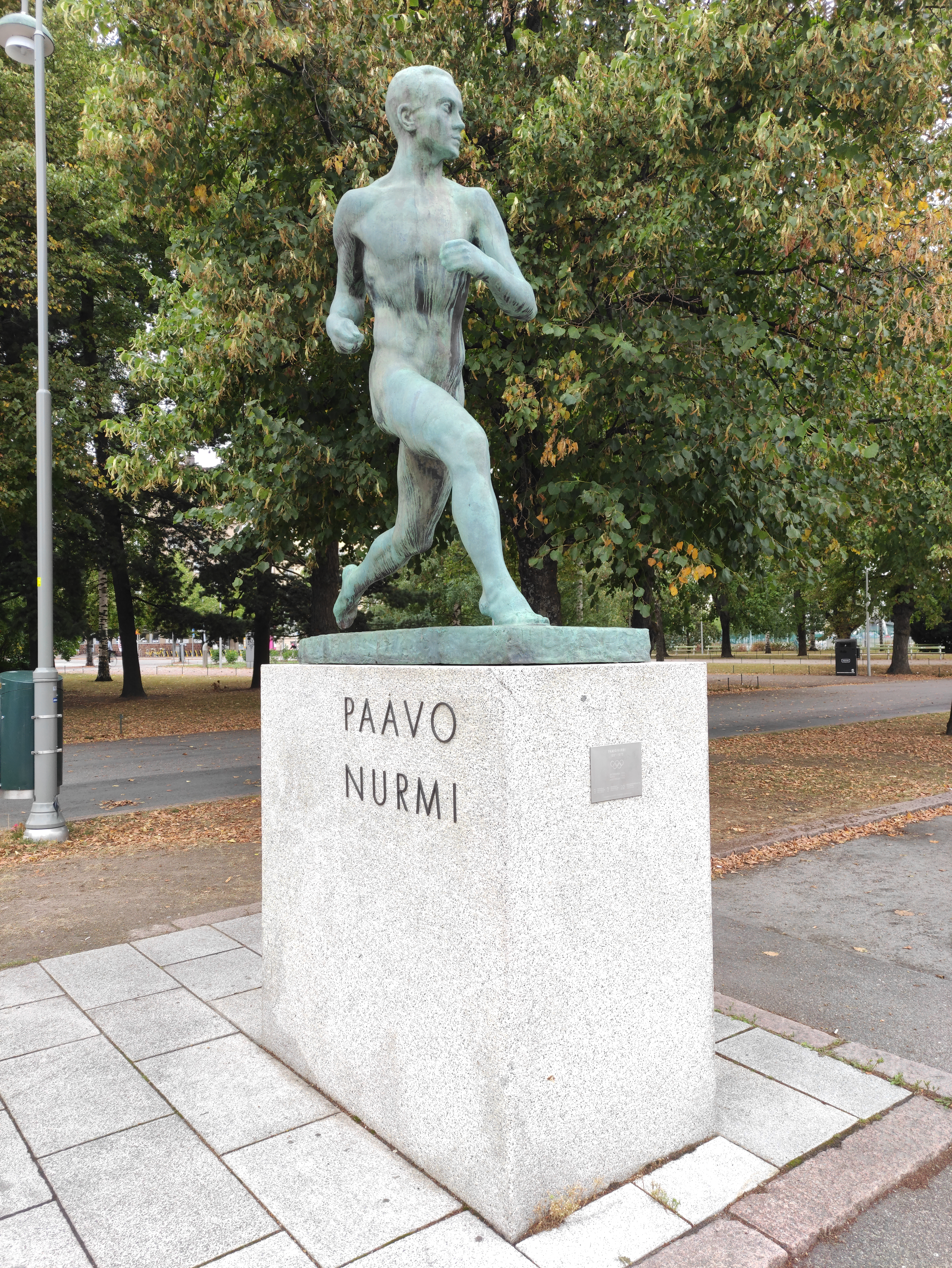
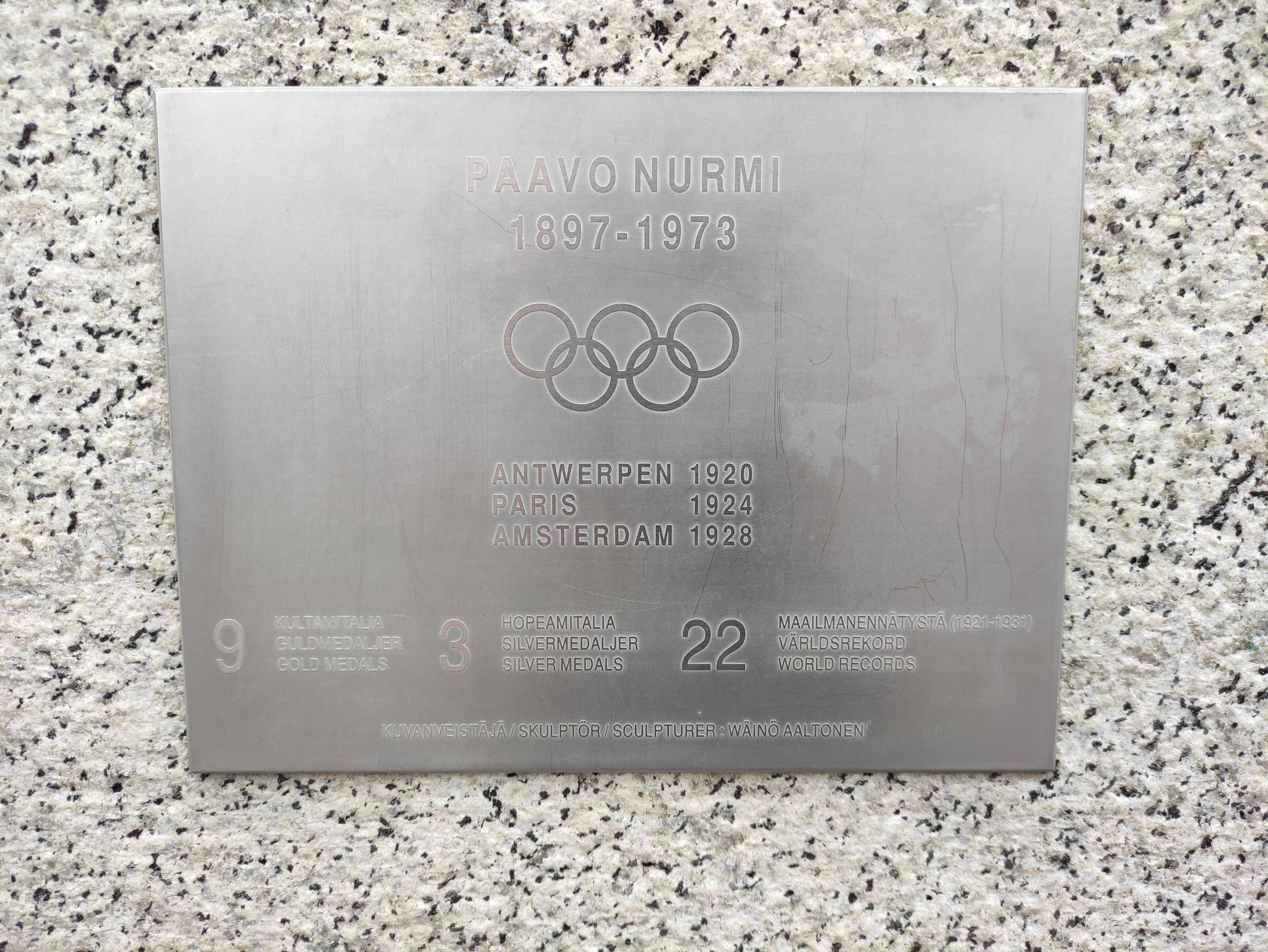
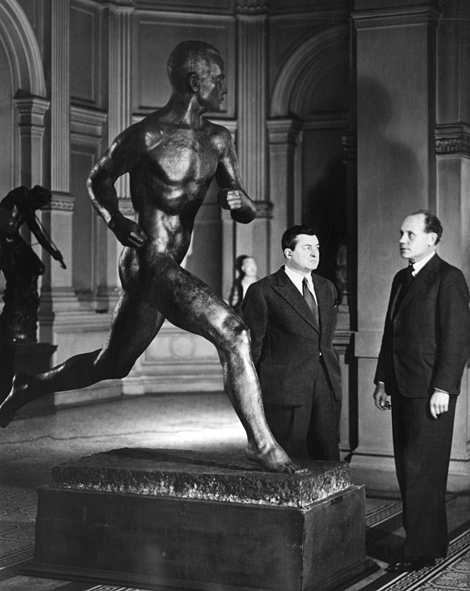
Paavo Nurmi a Wäinö Aaltonen